# 科瑟尔
科瑟尔（德語：Kosel）是德国石勒苏益格－荷尔斯泰因州的一个市镇。总面积30.00平方公里，总人口1322人，其中男性631人，女性691人（2011年12月31日），人口密度44人/平方公里。